# 3929 Carmelmaria
3929 Carmelmaria è un asteroide della fascia principale. Scoperto nel 1981, presenta un'orbita caratterizzata da un semiasse maggiore pari a 2,3804640 UA e da un'eccentricità di 0,1357825, inclinata di 2,88850° rispetto all'eclittica.
L'asteroide è dedicato all'australiana Carmel Maria Borg Materazzo, per 17 anni segretaria all'Osservatorio di Perth.